# フィトクロム
フィトクロム (phytochrome) は植物や真菌、細菌、シアノバクテリアに含まれる色素タンパク質である。フィトクロムは、赤色光吸収型（Pr型）と遠赤色光吸収型（Pfr型）の間を可逆的に光変換することで、それぞれの光を受容する。

## 歴史
1959年、W.L. Butlerらによって、黄化芽生えから赤色光照射と遠赤色光照射で可逆的に吸収変化を示す色素タンパク質として単離同定された。

## 構造
フィトクロムは、N末端の色素結合領域とC末端のキナーゼ様領域からなる。色素結合領域はPAS、GAF、PHYと呼ばれる3つのドメインから構成され、その中のGAFドメインにフィトクロモビリン（直鎖状のテトラピロール構造をしたビリン色素）が結合する。色素は、タンパク質のシステイン残基とチオエーテル結合を介して共有結合しているが、そのシステイン残基は、細菌と一部のシアノバクテリアではPASドメインに、植物とシアノバクテリアではGAFドメインに存在する。近年、放射線耐性菌の持つフィトクロムの色素結合領域の結晶構造が高解像度で明らかとなった。

## 発色団
植物のフィトクロムの発色団は、フィトクロモビリンである。一方、カビや細菌類のフィトクロム（細菌のものはバクテリオフィトクロムともいう）の発色団はビリベルジンである。シアノバクテリアのフィトクロムの発色団はフィコシアノビリンの場合(Cph1など)とビリベルジンの場合(CphB)が知られている。どの場合も、可逆的な光変換では、C15=16の二重結合がZ型とE型の間の異性化が起こる。これらの色素は、開環テトラピロールの仲間で、ビリン色素と総称する。

## 生理的な役割
高等植物では、フィトクロムは花芽形成や光発芽、避陰反応など、様々な応答に関わることが知られている。具体的なシグナル伝達機構は不明の部分が多い。ヒスチジンキナーゼ類似の構造を有し、リン酸化経路に機能しているのではないかともいわれたが、最近は、核内に移動して特定の転写因子と相互作用することで標的遺伝子の発現制御をしている経路が主要と考えられている。また、緑藻のヒザオリでは、葉緑体の定位運動を調節している。
- ラッカセイなどの地下結実（英語版）する植物は、フィトクロムにより光を感知して地中に実をつけようとする[1]。

## 関連する光受容体
植物の光受容体としてはこのほかに、青色光受容体であるクリプトクロムとフォトトロピンやZEITLUPE、UV-B受容体であるUVR8が知られている。また、シアノバクテリオクロムと呼ばれるフィトクロム様の光受容体の存在が、近年報告されている。